# إينيس أرتيتا
إينيس أرتيتا (بالإسبانية: Inés Arteta)‏ هي كاتِبة أرجنتينية، ولدت في 25 أغسطس 1962 في بوينس آيرس في الأرجنتين.